# 牧野成里
牧野 成里（まきの しげさと）は、戦国時代から江戸時代初期にかけての武将・旗本。若江八人衆の一人。

## 生涯
弘治2年（1556年）、三河牧野氏の一系統である今橋牧野家（田蔵系）・牧野成継（田蔵）の子として誕生した。
はじめ滝川一益、織田信雄に仕えたが、いずれも没落したため長谷川秀一の家臣となる。しかし秀一も文禄の役で陣没し、豊臣秀吉の命令で亡き主君の代理として長谷川軍を指揮した。その功績が評価され、帰国後は秀吉の甥・秀次の家臣となる。文禄4年（1595年）に秀次事件で秀次が切腹すると石田三成の家臣となり、慶長5年（1600年）の関ヶ原の戦いに参加したが、三成が敗北すると池田輝政の許に逃げ延びた。
慶長8年（1603年）、徳川家康より罪を許され、徳川家の旗本として迎えられ、下野国簗田に3000石の知行を与えられた。家康隠居後は秀忠に仕え、慶長11年（1606年）に御持筒頭に任じられた。
慶長19年（1614年）4月20日、死去。享年59。